# Ернан Бернардельйо
Ернан Бернардельйо (ісп. Hernán Bernardello, нар. 13 серпня 1986, Росаріо) — аргентинський футболіст, півзахисник клубу «Бельграно».
Має в активі одну гру за національну збірну Аргентини.

## Клубна кар'єра
Народився 13 серпня 1986 року в Росаріо. Вихованець футбольної школи клубу «Ньюеллс Олд Бойз». Дорослу футбольну кар'єру розпочав 2006 року в основній команді того ж клубу, в якій провів три сезони, взявши участь у 82 матчах чемпіонату. Більшість часу, проведеного у складі «Ньюеллс Олд Бойз», був основним гравцем команди.
2009 року перейшов до іспанської «Альмерія», де провів два сезони в Ла-Лізі, після чого протягом одного сезону захищав її кольори на рівні Сегунди. Сезон 2012/13 проводив на батьківщині, граючи за «Колон» на правах оренди, після чого на умовах повноцінного контракту приєднався до канадського «Монреаль Імпакт». У цій команді основним гравцем на став, як і у своїй наступній команді — мексиканському «Крус Асуль».
Згодом протягом другої половини 2010-х виступав за рідний «Ньюеллс Олд Бойз» та іспанський «Алавес», а також повертався до «Монреаль Імпакт». Частину 2019 року відіграв за «Годой-Крус», після чого став гравцем «Бельграно».

## Виступи за збірну
2009 року провів свою першу і єдину гру в складі національної збірної Аргентини.